# Liste von Spielen zu J. R. R. Tolkiens Welt
Dies ist eine unvollständige Liste von Spielen zu J. R. R. Tolkiens Welt. Sie ist thematisch nach Spielarten sortiert, wobei nach Rollenspielen, Brettspielen, Tabletop-, Kartenspielen und Computerspielen unterschieden wird.

## Rollenspiele
| Jahr | Titel                                          | Originaltitel                          | Entwickler                                                   | Verlag                 |
| ---- | ---------------------------------------------- | -------------------------------------- | ------------------------------------------------------------ | ---------------------- |
| 1984 | MERS                                           | Middle-earth Role Playing (MERP)       |                                                              | Iron Crown Enterprises |
| 2002 | Der Herr der Ringe Rollenspiel                 | The Lord of the Rings Roleplaying Game | Steven S. Long, Christian Moore, Owen M. Seyler, Ross Isaacs | Decipher               |
| 2011 | Der Eine Ring – Abenteuer am Rande der Wildnis | The One Ring Roleplaying Game          | Francesco Nepitello, Marco Maggi                             | Cubicle 7              |

## Brettspiele
| Jahr | Titel                                                   | Originaltitel                                           | Entwickler                                          | Verlag         |
| ---- | ------------------------------------------------------- | ------------------------------------------------------- | --------------------------------------------------- | -------------- |
| 1993 | Ringgeister                                             | Ringgeister                                             | Jo Hartwig                                          | Queen Games    |
| 2000 | Der Herr der Ringe                                      | Der Herr der Ringe                                      | Reiner Knizia                                       | Kosmos         |
| 2001 | Der Herr der Ringe – Die Suche                          | Der Herr der Ringe – Die Suche                          | Reiner Knizia                                       | Kosmos         |
| 2001 | Der Herr der Ringe – Die Gefährten                      |                                                         | Reiner Knizia                                       | Kosmos         |
| 2002 | Der Herr der Ringe – Das Duell                          | Der Herr der Ringe – Das Duell                          | Reiner Knizia                                       | Kosmos         |
| 2002 | Der Herr der Ringe – Die zwei Türme                     |                                                         | Reiner Knizia                                       | Kosmos         |
| 2002 | Der Herr der Ringe: Die Entscheidung                    |                                                         | Reiner Knizia                                       | Kosmos         |
| 2003 | Der Herr der Ringe – Das Meisterquiz                    | Der Herr der Ringe – Das Meisterquiz                    | Reiner Knizia                                       | Kosmos         |
| 2003 | Der Herr der Ringe – Die Rückkehr des Königs            |                                                         | Reiner Knizia                                       | Kosmos         |
| 2003 | Herr der Ringe – Das Kinderspiel                        |                                                         | Reiner Knizia                                       | Kosmos         |
| 2004 | Der Herr der Ringe – Der Ringkrieg                      | War of the Ring                                         | Marco Maggi, Francesco Nepitello, Roberto Di Meglio | Nexus Editrice |
| 2009 | Herr der Ringe – Abenteuer in Mittelerde                | Herr der Ringe – Abenteuer in Mittelerde                | Christian T. Petersen, Corey Konieczka              | Kosmos         |
| 2010 | Der kleine Hobbit                                       | Der kleine Hobbit                                       | Michael Stern, Keith Myers                          | Kosmos, Klee   |
| 2012 | Der Hobbit – Eine unerwartete Reise. Das Spiel zum Film | Der Hobbit – Eine unerwartete Reise. Das Spiel zum Film | Andreas Schmidt                                     | Kosmos         |
| 2017 | Hunt for the Ring                                       | Hunt for the Ring                                       | Marco Maggi, Gabriele Mari, Francesco Nepitello     | Ares           |

## Tabletop
- Der Herr der Ringe (2001)

## Kartenspiele
| Jahr | Titel                                               | Entwickler       | Verlag           |
| ---- | --------------------------------------------------- | ---------------- | ---------------- |
| 1995 | Middle-earth Collectible Card Game                  | Coleman Charlton | ICE, Queen Games |
| 2001 | Der Herr der Ringe: Die Gefährten – Das Kartenspiel | Reiner Knizia    | Ravensburger     |

## Computerspiele
| Jahr | Titel                                                             | Originaltitel                                                     | Entwickler                          | Publisher                              | Genre                   | Plattform |
| ---- | ----------------------------------------------------------------- | ----------------------------------------------------------------- | ----------------------------------- | -------------------------------------- | ----------------------- | --- |
| 1975 | Moria                                                             | Moria                                                             | Kevet Duncombe, Jim Battin          |                                        | Rollenspiel             | Großrechner |
| 1982 | The Hobbit                                                        | The Hobbit                                                        | Beam Software                       |                                        | Adventure               | Commodore 64, Apple II, MSX, IBM PC, Apple Macintosh, Dragon 32, BBC Micro, Oric Atmos, Schneider CPC, ZX Spectrum |
| 1982 | Shadowfax                                                         | Shadowfax                                                         |                                     |                                        |                         | BBC Micro, Commodore 64, VC-20, ZX Spectrum                                                                        |
| 1983 | Moria                                                             | Moria                                                             | Robert Alan Koeneke                 |                                        | Rogue-like              | Amiga, DOS, Großrechner, Linux, Mac OS, Palm OS                                                                    |
| 1986 | Lord of the Rings: Game One                                       | Lord of the Rings: Game One                                       | Beam Software                       |                                        | Adventure               | Amstrad PCW, Apple II, BBC Micro, Commodore 64, DOS, Mac OS, Schneider CPC, ZX Spectrum                            |
| 1987 | The Shadows of Mordor                                             | The Shadows of Mordor                                             | Beam Software                       |                                        | Adventure               | Amstrad CPC, Apple II, Commodore 64, Mac OS, MS-DOS, ZX Spectrum                                                   |
| 1988 | War in Middle Earth                                               | War in Middle Earth                                               | Melbourne House                     |                                        | Echtzeit-Strategiespiel | MS-DOS, C64, ZX Spectrum, Amstrad CPC, Amiga, Atari ST, Apple IIGS                                                 |
| 1989 | The Crack of Doom                                                 | The Crack of Doom                                                 | Beam Software                       |                                        | Adventure               | Apple II, Commodore 64, Mac OS, MS-DOS                                                                             |
| 1990 | Angband                                                           | Angband                                                           |                                     |                                        | Rogue-like              | Amiga, DOS, Linux, Mac OS                                                                                          |
| 1990 | J. R. R. Tolkien’s The Lord of the Rings, Vol. I                  | J. R. R. Tolkien’s The Lord of the Rings, Vol. I                  | Interplay Productions               |                                        | Rollenspiel             | Amiga, DOS, FM Towns, PC-98                                                                                        |
| 1991 | J. R. R. Tolkien’s Riders of Rohan                                | J. R. R. Tolkien’s Riders of Rohan                                | Beam Software, Papyrus Design Group |                                        |                         | DOS |
| 1992 | J. R. R. Tolkien’s The Lord of the Rings, Vol. II: The Two Towers | J. R. R. Tolkien’s The Lord of the Rings, Vol. II: The Two Towers | Interplay Productions               |                                        | Rollenspiel             | DOS, FM Towns, PC-98                                                                                               |
| 1993 | Hobbit: The True Story                                            | Hobbit: The True Story                                            | Milbus Software                     |                                        | Adventure               | Webbrowser, DOS |
| 1994 | J. R. R Tolkien’s Lord of the Rings                               | J. R. R Tolkien’s Lord of the Rings                               | Interplay Productions               |                                        | Rollenspiel             | Super Nintendo |
| 2002 | Der Herr der Ringe: Die Gefährten                                 | The Lord of the Rings: The Fellowship of the Ring                 | WXP                                 |                                        | Rollenspiel             | Windows, PlayStation 2, Xbox                                                                                       |
| 2002 | Der Herr der Ringe: Die Gefährten                                 | The Lord of the Rings: The Fellowship of the Ring                 | Pocket Studios                      |                                        | Rollenspiel             | Game Boy Advance                                                                                                   |
| 2002 | Der Herr der Ringe: Die zwei Türme                                | The Lord of the Rings: The Two Towers                             | Stormfront Studios                  |                                        | Action-Adventure        | GameCube, PlayStation 2, Xbox                                                                                      |
| 2002 | Der Herr der Ringe: Die zwei Türme                                | The Lord of the Rings: The Two Towers                             | Griptonite                          |                                        | Rollenspiel             | Game Boy Advance                                                                                                   |
| 2003 | Der Hobbit                                                        | The Hobbit                                                        | Inevitable Entertainment            |                                        | Action-Adventure        | Windows, GameCube, PlayStation 2, Xbox, Game Boy Advance                                                           |
| 2003 | Der Herr der Ringe: Die Rückkehr des Königs                       | The Lord of the Rings: The Return of the King                     | EA Redwood Shores                   |                                        | Action-Rollenspiel      | Windows, GameCube, PlayStation 2, Xbox, Mac OS                                                                     |
| 2003 | Der Herr der Ringe: Die Rückkehr des Königs                       | The Lord of the Rings: The Return of the King                     | Griptonite                          |                                        | Rollenspiel             | Game Boy Advance                                                                                                   |
| 2003 | Der Herr der Ringe: War of the Ring – Der Ringkrieg               | The Lord of the Rings: War of the Ring                            | Liquid Entertainment                | Sierra Entertainment                   | Echtzeit-Strategiespiel | Windows |
| 2004 | Der Herr der Ringe: Das dritte Zeitalter                          | The Lord of the Rings: The Third Age                              | EA Redwood Shores                   | Electronic Arts                        | Action-Rollenspiel      | GameCube, PlayStation 2, Xbox                                                                                      |
| 2004 | Der Herr der Ringe: Die Schlacht um Mittelerde                    | The Lord of the Rings: The Battle for Middle-earth                | EA Los Angeles                      | Electronic Arts                        | Echtzeit-Strategiespiel | Windows |
| 2005 | Der Herr der Ringe: Taktiken                                      | The Lord of the Rings: Tactics                                    | Amaze Entertainment                 | Electronic Arts                        | Rollenspiel             | PlayStation Portable                                                                                               |
| 2005 | The Lord of the Rings: Legends                                    | The Lord of the Rings: Legends                                    | Microjocs Mobile                    |                                        | Jump ’n’ Run            | Java |
| 2006 | Der Herr der Ringe: Die Schlacht um Mittelerde 2                  | The Lord of the Rings: The Battle for Middle-earth 2              | EA Los Angeles                      | Electronic Arts                        | Echtzeit-Strategiespiel | Windows, Xbox 360                                                                                                  |
| 2007 | Der Herr der Ringe Online                                         | The Lord of the Rings Online                                      | Turbine, Standing Stone Games       |                                        | MMORPG                  | Windows, Mac OS |
| 2009 | Der Herr der Ringe: Die Eroberung                                 | The Lord of the Rings: Conquest                                   | Pandemic Studios                    | Electronic Arts                        | Actionspiel             | Windows, Nintendo DS, PlayStation 3, Xbox 360                                                                      |
| 2010 | Der Herr der Ringe: Die Abenteuer von Aragorn                     | The Lord of the Rings: Aragorn’s Quest                            | Headstrong Games                    | Warner Bros. Interactive Entertainment | Action-Rollenspiel      | PlayStation 3, Wii                                                                                                 |
| 2010 | Der Herr der Ringe: Die Abenteuer von Aragorn                     | The Lord of the Rings: Aragorn’s Quest                            | TT Fusion                           | Warner Bros. Interactive Entertainment | Action-Rollenspiel      | Nintendo DS, PlayStation 2, PlayStation Portable                                                                   |
| 2011 | Der Herr der Ringe: Der Krieg im Norden                           | The Lord of the Rings: War in the North                           | Snowblind Studios                   | Warner Bros. Interactive Entertainment | Action-Rollenspiel      | Windows, Xbox 360, PlayStation 3, Mac OS                                                                           |
| 2012 | Lego Der Herr der Ringe                                           | Lego The Lord of the Rings                                        |                                     | Warner Bros. Interactive Entertainment |                         | Nintendo DS, Nintendo 3DS, Wii, Xbox 360, Windows                                                                  |
| 2012 | Guardians of Middle-earth                                         | Guardians of Middle-earth                                         | Monolith Productions                | Warner Bros. Interactive Entertainment | MOBA                    | Windows, Xbox 360, PlayStation 3                                                                                   |
| 2014 | Lego Der Hobbit                                                   | Lego The Hobbit                                                   |                                     | Warner Bros. Interactive Entertainment |                         | Nintendo 3DS |
| 2014 | Mittelerde: Mordors Schatten                                      | Middle-earth: Shadow of Mordor                                    | Monolith Productions                | Warner Bros. Interactive Entertainment | Action-Adventure        | Windows, Xbox One, PlayStation 4, Xbox 360, PlayStation 3, Mac OS, Linux                                           |
| 2017 | Mittelerde: Schatten des Krieges                                  | Middle-earth: Shadow of War                                       | Monolith Productions                | Warner Bros. Interactive Entertainment | Action-Adventure        | Windows, Xbox One, PlayStation 4                                                                                   |
| 2023 | Der Herr der Ringe: Gollum                                        | The Lord of the Rings: Gollum                                     | Daedalic Entertainment              | Nacon                                  | Action-Adventure        | Windows, PlayStation 4, PlayStation 5, Xbox One, Xbox Series, Nintendo Switch                                      |
| 2023 | The Lord of the Rings: Return to Moria                            | The Lord of the Rings: Return to Moria                            | Free Range Games                    | North Beach Games                      | Survival-Crafting       | Windows, PlayStation 5, Xbox Series                                                                                |

Abgebrochene Entwicklungen
- Der Herr der Ringe: Der weiße Rat (2007)
- Online-Rollenspiel von Athlon Games, Amazon Games und Leyou Technologies (2021 nach der Übernahme Leyous durch Tencent eingestellt)[9]

## Spiele, Spielzeuge, Figurensets (Auswahl)
- Von Lego und Playmobil erschienen mehrere Spielesets zum Thema Mittelerde
- Es wurden Schach-, Monopoly- oder Risikospiele veröffentlicht
- Figurensets erschienen unter anderem von Citadel